# Lithocarpus fohaiensis
Lithocarpus fohaiensis är en bokväxtart som först beskrevs av Hu Hsien-Hsu, och fick sitt nu gällande namn av Aimée Antoinette Camus. Lithocarpus fohaiensis ingår i släktet Lithocarpus och familjen bokväxter. Inga underarter finns listade.